# Stazione di Levico Terme
Stazione di Levico Terme vasútállomás Olaszországban, Trentino-Alto Adige régióban, Levico Terme településen.

## Vasútvonalak
Az állomást az alábbi vasútvonalak érintik:
- Trento–Velence-vasútvonal

## Kapcsolódó állomások
A vasútállomáshoz az alábbi állomások vannak a legközelebb: 
- Stazione di Roncegno Bagni-Marter
- Stazione di Caldonazzo